# ソフィア (小惑星)
ソフィア (251 Sophia) は、小惑星帯に位置する小惑星の一つ。
1885年10月4日にオーストリアの天文学者、ヨハン・パリサがウィーンで発見し、ドイツの天文学者フーゴ・フォン・ゼーリガーの妻の名前にちなんで命名した。